# Herbatka u Stalina (Teatr Telewizji 2001)
Herbatka u Stalina – spektakl Teatru Telewizji z 1999 roku. Widowisko jest adaptacją sztuki Ronalda Harwooda pod tym samym tytułem w przekładzie Michała Ronikiera. Premiera miała miejsce 15 stycznia 2001.
Autor dramatu stara się przedstawić zjawisko fascynacji intelektualistów europejskich komunizmem. Akcja rozgrywa się w Moskwie w 1931, do której przybywa George Bernard Shaw w towarzystwie swoich przyjaciół. Ukazane zostają zasady funkcjonowania aparatu władzy radzieckiej, stosunek Stalina do Zachodu i naiwna postawa zachodnich intelektualistów. 

## Obsada
- Janusz Gajos – Józef Stalin
- Gustaw Holoubek – George Bernard Shaw
- Joanna Szczepkowska – Lady Astor
- Jan Englert – Lord Astor
- Anna Dymna – pani Krynin
- Krzysztof Kolberger – Maksim Litwinow
- Sławomir Orzechowski – Gienrich Jagoda
- Tomasz Dedek – Thomas Harvey
- Michał Sieczkowski – Watson